# Mercury Insurance Open 2012
Il Mercury Insurance Open 2012 è stato un torneo di tennis giocato sul cemento. È stata la 32ª edizione del San Diego Open, la terza dopo la sospensione per due anni, che anche quest'anno ha preso il nome di Mercury Insurance Open per motivi di sponsorizzazione e che ha fatto parte della categoria Premier nell'ambito del WTA Tour 2012. Si è giocato  a Carlsbad in California dal 14 al 22 luglio 2012. È stato il 2 evento delle US Open Series 2012.

## Teste di serie
| Giocatrice         | Nazionalità | Ranking* | Testa di serie |
| ------------------ | ----------- | -------- | -------------- |
| Marion Bartoli     | Francia     | 10       | 1              |
| Dominika Cibulková | Slovacchia  | 15       | 2              |
| Jelena Janković    | Serbia      | 20       | 3              |
| Nadia Petrova      | Russia      | 21       | 4              |
| Christina McHale   | Stati Uniti | 28       | 5              |
| Daniela Hantuchová | Slovacchia  | 33       | 6              |
| Yanina Wickmayer   | Belgio      | 37       | 7              |
| Chanelle Scheepers | Sudafrica   | 42       | 8              |

* Ranking al 9 luglio 2012.

## Altre partecipanti
Giocatrici che hanno ricevuto una Wild card:
- Nicole Gibbs
- Daniela Hantuchová
- Coco Vandeweghe
- Lauren Davis

Giocatrici passate dalle qualificazioni:

- Alexa Glatch
- Sesil Karatančeva
- Michelle Larcher de Brito
- Chan Yung-jan

## Campionesse

### Singolare
- Dominika Cibulková ha battuto in finale  Marion Bartoli con il punteggio di 6–1, 7–5
- È il primo titolo stagionale per la Cibulková e il secondo in carriera

### Doppio
- Raquel Kops-Jones /  Abigail Spears hanno battuto in finale  Vania King /  Nadia Petrova con il punteggio di 6-2, 6-4.